# پری خوشگله
پری خوشگله فیلمی به کارگردانی و نویسندگی سیامک یاسمی محصول سال ۱۳۵۳ است.

## بازیگران
- منوچهر وثوق
- شهناز تهرانی
- فرخ ساجدی
- علی میری
- حسین شهاب
- نوش‌آفرین
- ذبیح‌الله ذبیح‌پور
- اکبر ایمانی
- مقدم
- فرهاد حمیدی
- مهدی قلی صفاپور
- مینو دولتشاهی
- مهران